# Carrizal, Santa Inés de Zaragoza
Carrizal är en ort i Mexiko.   Den ligger i kommunen Santa Inés de Zaragoza och delstaten Oaxaca, i den sydöstra delen av landet, 300 km sydost om huvudstaden Mexico City. Carrizal ligger 2 103 meter över havet och antalet invånare är 103.
Terrängen runt Carrizal är lite kuperad. Runt Carrizal är det ganska glesbefolkat, med 43 invånare per kvadratkilometer. Närmaste större samhälle är San Mateo Sosola, 10,4 km norr om Carrizal. I omgivningarna runt Carrizal växer huvudsakligen savannskog.